# Atlantic Gulf Airlines
Atlantic Gulf Airlines è stata una compagnia aerea regionale fondata da Tom Tepper e Kerry Broaddus a Clearwater, in Florida. Iniziò le operazioni nell'ottobre 1983 per poi interromperle appena tre anni dopo.

## Storia
Le attività di Atlantic Gulf iniziarono con due quadrimotori turboelica "Vickers Viscount" di fabbricazione britannica, entrambi noleggiati. La società fu una delle pochissime ad operare tale velivolo nel servizio passeggeri negli Stati Uniti (Continental Airlines e United Airlines lo avevano utilizzato negli anni '60, così come Aloha Airlines e l'Hawaiian Airlines). La prima rotta collegava Miami a Saint Petersburg, la sede legale, entrambe località della Florida. Con l'aggiunta di un secondo esemplare l'unica rotta fu estesa nel mese di dicembre ad Atlanta. All'inizio del 1984 la società aggiunse l turboelica Convair 580, anch'essi noleggiati, alla flotta. Dopo l'acquisto di un terzo CV 580 iniziarono i collegamenti con le città di Tallahassee e Fort Lauderdale, entrambe in Florida.

### Protezione dal fallimento e problemi tecnici
Il mercato di Saint Petersburg non si dimostrò redditizio e i voli furono interrotti in ottobre. Atlantic Gulf si protesse dal fallimento secondo la vigente normativa federale (Chapter 11). In ottobre i Convair 580 furono restituiti ai proprietari mentre la società si riorganizzava spostando la base a Tallahassee. Con una mossa a sorpresa, nella primavera 1985 Atlantic Gulf riprese ad operare stavolta utilizzando un bireattore BAC 111 acquistato dal fallimento di Air Illinois. L'unica rotta era una giornaliera che collegava la città sede con West Palm Beach e Miami. Nel frattempo Piedmont Airlines aveva iniziato il programma "Florida Shuttle", ben finanziato e dotato di macchine appropriate, i bireattori Fokker F28 "Fellowship". Per alleviare la pressione della concorrenza furono inaugurate due destinazioni tipicamente vacanziere: Puerto Plata, nella Repubblica Dominicana, Grand Turk e l'arcipelago delle Providenciales, nelle isole Turks e Caicos. Si trattò di tentativi un poco azzardati perché i risultati furono poco incoraggianti.
Altri due BAC 111 acquistati nel frattempo erano appartenuti a Cascade Airways. La Federal Aviation Administration (FAA) li bloccò subito a terra sostenendo che le deroghe sul rumore "Stage One" ottenute dal precedente proprietario non erano direttamente trasferibili ad Atlantic Gulf. La FAA arrivò persino a minacciare pesanti multe perché i due aerei erano della serie 400. Quello ex Air Illinois apparteneva alla prima produzione (serie 200, meno potente e leggermente diversa) e su questo era stato organizzato il programma di addestramento piloti. Tutto ciò, combinato con un radicale controllo necessario ad uno degli ex Cascade, lasciò all'aerolinea un singolo 111 per svolgere l'intera attività. Furono aggiunte altre destinazioni insulari su base charter, ma l'intero impegno era troppo per un solo aereo.

### La chiusura e la vertenza legale
A metà 1986 il contenzioso sulle esenzioni dallo "Stage One" e sulla formazione degli equipaggi non era ancora stato risolto. Ulteriori problemi furono generati da un inaspettato (ma irrinunciabile) contratto di attività per un vettore straniero. Il BAC 111-200 era robusto e fece tutto ciò che poteva, ma volava per oltre 400 ore al mese.
Mentre si alzava in volo da una pista dell'aeroporto di Miami, un frammento di circa 2 pollici staccatosi dalla carlinga fu risucchiato da un motore. Il decollo fu interrotto senza incidenti, ma il bireattore rimase a terra. Furono individuati solo tre motori compatibili, ma nessuno era disponibile per il leasing. Con l'aggressiva concorrenza sviluppatasi all'interno della Florida, tutta la flotta a terra e la diminuzione delle entrate, nel settembre 1986 Atlantic Gulf fu costretta a cessare le operazioni.
La causa intentata dalla società contro la FAA si risolse in una vittoria di Pirro. Anni dopo la chiusura, al termine di un procedimento legale che arrivò fino alla Corte Suprema degli Stati Uniti, l'aerolinea vinse in merito al trasferimento delle esenzioni "Stage One" di Cascade Airways.

## Destinazioni
Le informazioni sulle destinazioni sono ricavate dagli orari Atlantic Gulf e dalla Official Airline Guide (OAG) dell'epoca.
- Atlanta, GA (ATL)
- Grand Turk, Isole Turks e Caicos (GDT)
- Miami, FL (MIA)
- Providenciales, Isole Turks e Caicos (PLS)
- Puerto Plata, Repubblica Dominicana (POP)
- San Peterburg, FL (PIE)
- Tallahassee, FL (TLH)

## Flotta
- 1 BAC One-Eleven 200 ex Air Illinois
- 2 BAC One-Eleven 400 ex Cascade Airways
- 3 Convair 580
- 2 Vickers Viscount